# Junges Symphonieorchester Aachen
Das Junges Sinfonieorchester Aachen e. V. (JSO) wurde 1979 von Studenten der Musikhochschule Köln – Standort Aachen und Peter Sauerwein gegründet. Es ist neben dem Collegium Musicum der RWTH Aachen, dem Aachener HochschulSalonOrchester (ACHSO) und dem Aachener Studentenorchester e.V. (ASO) das vierte Orchester für Studierende in Aachen. Darüber hinaus ist das JSO Mitglied im Jeunesses Musicales Deutschland und im Bund Deutscher Liebhaberorchester. Es sollte nicht verwechselt werden mit dem 1996 von Walter Mengler gegründeten und fast gleichlautendem Jugendsinfonieorchester Aachen.

## Struktur und Organisation
Das JSO setzt sich aus ca. 60 bis 80 Musikerinnen und Musikern zusammen, darunter Schüler, Studenten und Berufstätige der verschiedensten Sparten. Das Repertoire umfasst  sowohl Werke in kammermusikalischer Besetzung als auch große sinfonische Werke aus Wiener Klassik, Romantik und Impressionismus sowie die großen Chorwerke. Hinzu kommen gelegentliche Auftritte in kammermusikalischer Besetzung.
Das Orchester wird seit den Gründungstagen von Peter Sauerwein geleitet. Die Leitung der  Streicherproben übernahmen die Konzertmeister des Jungen Symphonieorchesters Julius Schwahn bis 2002 und ab 2002 der Jungstudent an der Musikhochschule Köln/Aachen Till Mengler. Es finanziert sich durch einen Förderverein, aus Mitgliedsbeiträgen, aus Spenden sowie aus Konzerteinnahmen.
Seit 1980 finden zwei- bis dreimal jährlich  öffentliche Konzertaufführungen statt. Darüber hinaus erhielt das Orchester Einladungen zu Operettenproduktionen und Aufführungen in der Region und im benachbarten Ausland. So wurden bereits Konzerte in Lüttich, Maastricht, Luxemburg, Norderney, Kevelaer, Düsseldorf und Reims aufgeführt. Das JSO konnte dabei oftmals  mit namhaften Solisten wie beispielsweise Kathrin ten Hagen, Sieglinde Schneider, Stefan Picard, Arnim Fromm, Lars Vogt oder Alexis Vincent aber auch mit Wolfgang Karius und dem Aachener Bachverein zusammenarbeiten.